# Kanton Monclar
Monclar is een voormalig kanton van het Franse departement Lot-et-Garonne. Het kanton maakte deel uit van het arrondissement Villeneuve-sur-Lot. Het werd opgeheven bij decreet van 26 februari 2014, met uitwerking op 22 maart 2015. Alle gemeenten werden opgenomen in het nieuwe kanton Le Livradais.

## Gemeenten
Het kanton Monclar omvatte de volgende gemeenten:
- Fongrave
- Monclar (hoofdplaats)
- Montastruc
- Pinel-Hauterive
- Saint-Étienne-de-Fougères
- Saint-Pastour
- Tombebœuf
- Tourtrès
- Villebramar